# Urban (pustelnik)

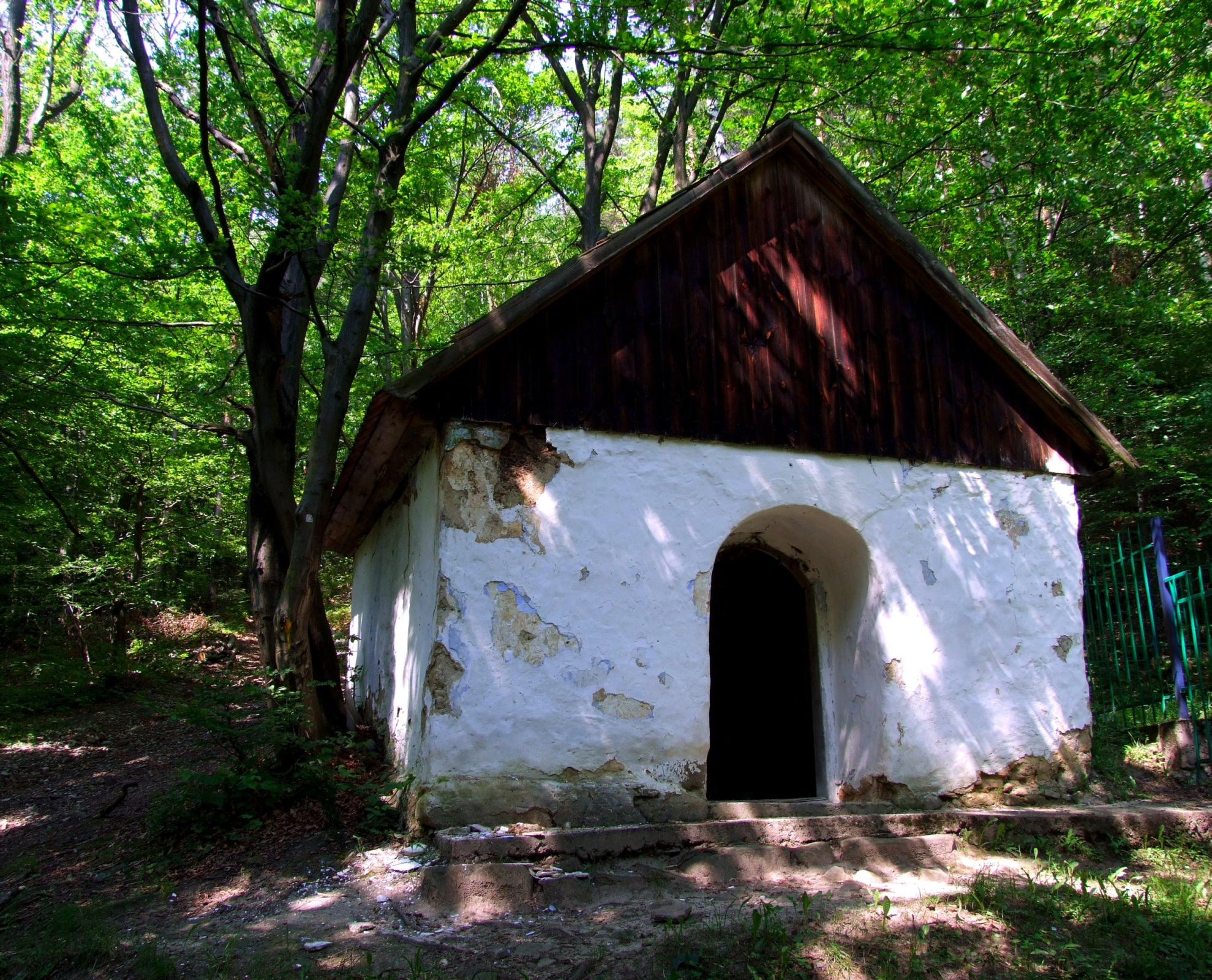
Kaplica św. Urbana na Bukowcu w Iwkowej

Święty Urban, Urbanek – polski pustelnik, asceta, misjonarz i święty katolicki żyjący na przełomie X i XI wieku w miejscowości Iwkowa w województwie Małopolskim.

## Życiorys
Pamięć o Urbanie przetrwała w podaniach i legendach ludności z okolic Iwkowej, gdzie prawdopodobnie pustelnik mieszkał na przełomie X i XI wieku. Pochodzić miał z bogatego rycerskiego rodu węgierskiego. Wyrzekł się bogactwa i zamieszkał w pustelni z dala od rodziny. Gdy rodzice go odnaleźli, namówili do powrotu do ojczyzny, gdzie miał zostać kapłanem. Wtedy też został misjonarzem. Wraz z eremitami Andrzejem Świeradem i Justem przybył do Polski i nauczał miejscową ludność. Pozostał w swojej pustelni aż do śmierci.

## Kult
Ponieważ brak jest źródeł pisanych, dotyczących działalności Urbana, uważa się, że jego kult w Iwkowej najprawdopodobniej jest związany z czczeniem patrona winnic – świętego papieża Urbana I – żyjącego w III wieku. Miejscem, upamiętniającym pustelnika Urbana, jest murowana kaplica ze źródełkiem, które miało zaopatrywać eremitę w wodę. Msza odpustowa w kaplicy, poprzedzona procesją z kościoła w Iwkowej, odprawiana jest w święto Zesłania Ducha Świętego.
Niektóre źródła uznają pustelnika Urbana za tożsamego ze św. Benedyktem.